# Турковићи Огулински
Турковићи Огулински су насељено место у саставу града Огулина у Карловачкој жупанији, Република Хрватска.

## Историја
До територијалне реорганизације у Хрватској налазили су се у саставу старе општине Огулин.

## Становништво
На попису становништва 2011. године, Турковићи Огулински су имали 249 становника.

## Попис 1991.
На попису становништва 1991. године, насељено место Турковићи Огулински је имало 281 становника, следећег националног састава:
| Попис 1991.‍ | Попис 1991.‍ | Попис 1991.‍ | Попис 1991.‍ | Попис 1991.‍ |
| ----------- | ----------- | ----------- | ----------- | ----------- |
|             |             |             |             |             |
| Хрвати      | Хрвати      |             | 270         | 96,08%      |
| Срби        | Срби        |             | 6           | 2,13%       |
| Југословени | Југословени |             | 5           | 1,77%       |
| укупно: 281 |             |             |             |             |